# Massingy-lès-Vitteaux
Pour les articles homonymes, voir Massingy.
Massingy-lès-Vitteaux est une commune française située dans le département de la Côte-d'Or en région Bourgogne-Franche-Comté. Les gentilés sont Massingien et Massingienne.

## Géographie

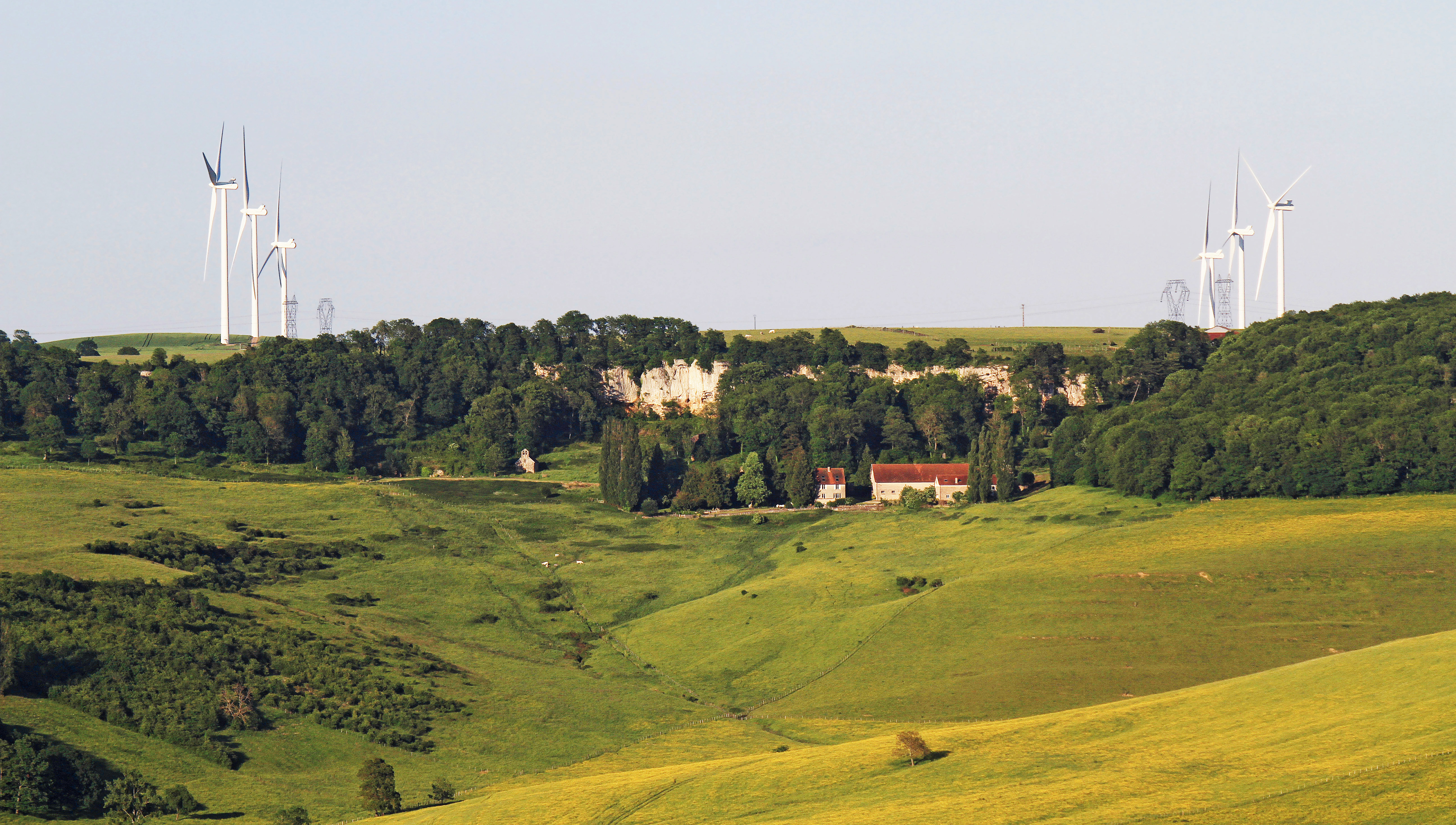
Ferme de la Roche d'Hys, au pied des falaises de calcaire, et éoliennes de Poroy vus de la côte de Vesvres.

Le finage de Massingy-lès-Vitteaux est constitué d'une partie du plateau qui s'étend entre vallée de la Brenne à l'ouest et vallée de l'Ozerain à l'est, creusé par plusieurs combes formant une dénivellation de près de 150 m (372 m sur le ru de la Batarde à l'ouest, 517 m au lieu-dit Lavière-de-la-Chevelue au-dessus de Reuillon). La pente parfois abrupte s'est parfois rompue verticalement, laissant apparaître des falaises de calcaire du Jurassique érodées par les intempéries. La plupart des habitations sont installées dans les zones basses abritées des vents et parcourues de ruisseaux qui favorisent l'existence de prairies d'élevage, le plateau plus sec est occupé par l'agriculture et l'exposition aux vents a permis l'implantation d'un parc éolien. Le nord du territoire et les déclivités sont couverts de bois.

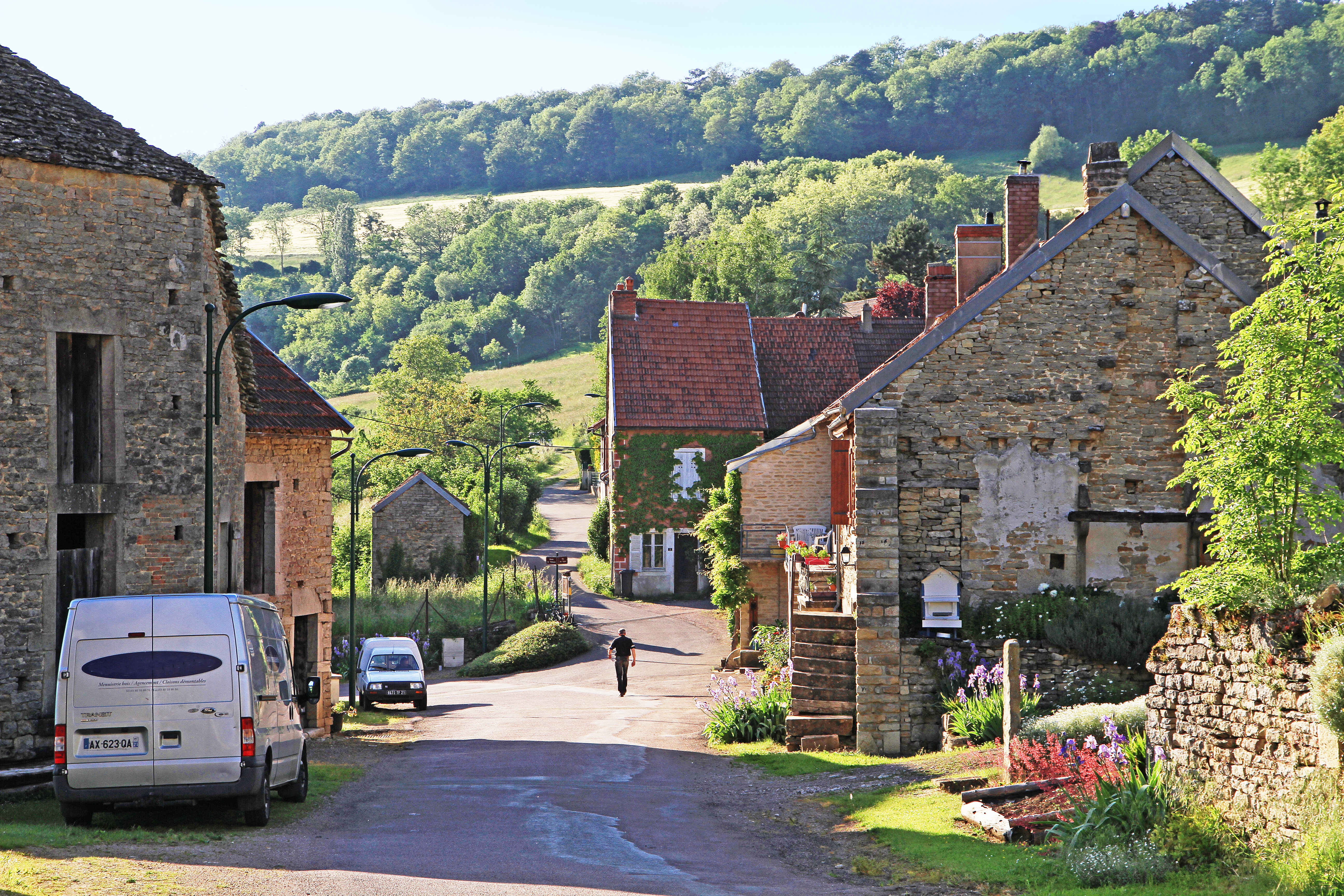
Rue principale de Massingy-lès-Vitteaux

### Hydrographie
Les fortes pentes du territoire favorisent l'apparition de sources alimentées par les eaux venues du plateau. Malgré la captation d'une partie de ses eaux pour les besoins en eau potable, le ru de la Batarde reste le principal cours d'eau de la commune, il va rejoindre la rivière Brenne en longeant les remparts de Vitteaux, la commune voisine. D'autres ruisseaux participent à alimenter cette rivière, ruisseau de la Roche-d'Hys qui a plusieurs sources, ruisseau de Véroille, affluent de la Batarde. De l'autre côté du plateau, à l'est vers la montagne de Vitteaux, d'autres sources et ruisseaux alimentent l'Ozerain : fontaine de Chevrey à l'origine du ruisseau de même nom, ruisseau de Saint-Cassien, ruisseau Gueunin dont quatre sources sont sur la commune. La Brenne et l'Ozerain font partie du bassin versant de la Seine, via l'Armançon et l'Yonne.

### Hameaux, écarts, lieux-dits
- Le village de Massingy-lès-Vitteaux comprend les quartiers de Reuillon et de Granges-Garot.
- habitat ou bâti écarté : fermes de Saint-Cassien, de Roche d'Hys.
- lieux-dits d'intérêt local : Poroy (parc éolien), montagne de Vitteaux (promontoire du plateau à l'est au-dessus de Villy-en-Auxois).

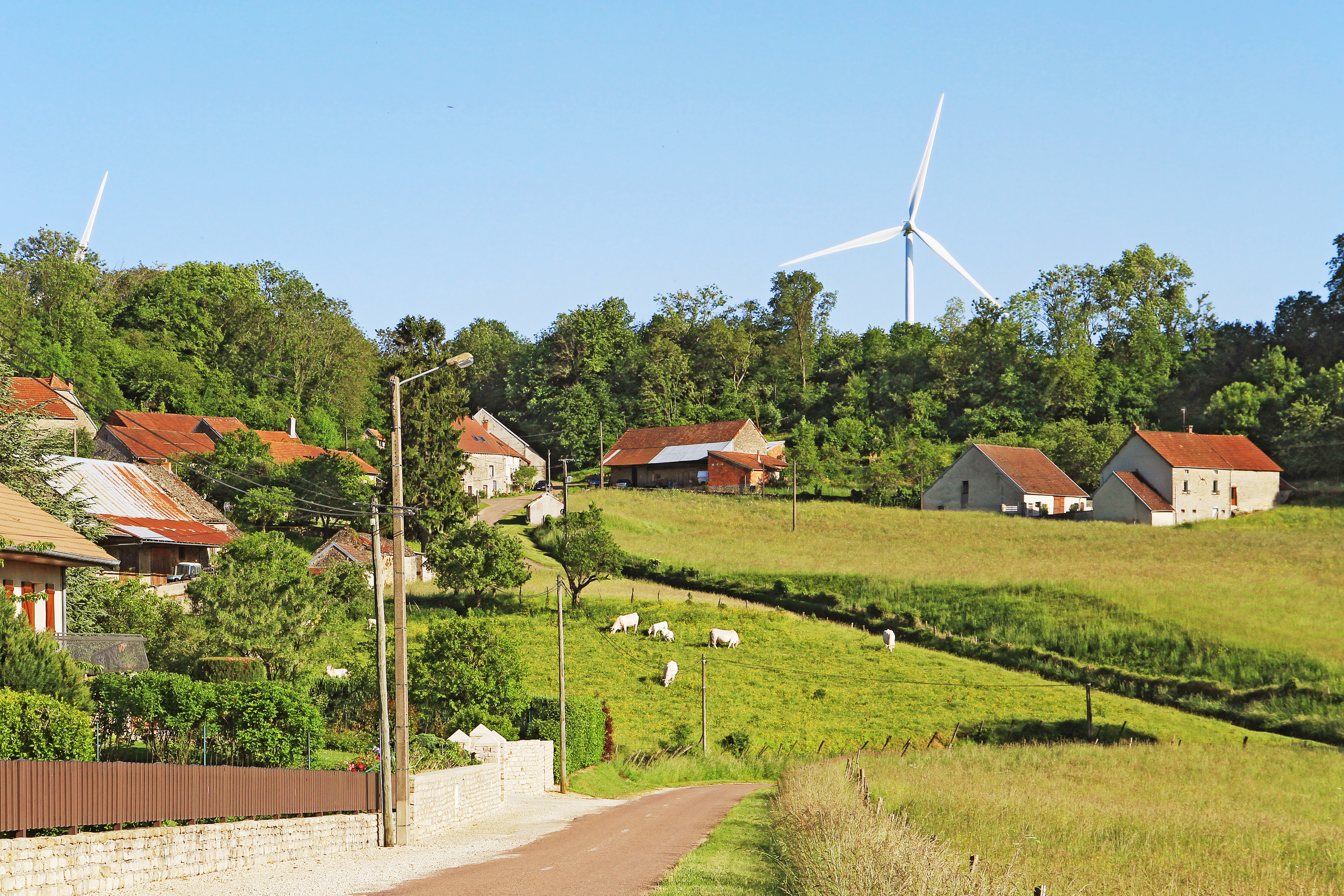
Granges-Garot et éoliennes de Poroy.
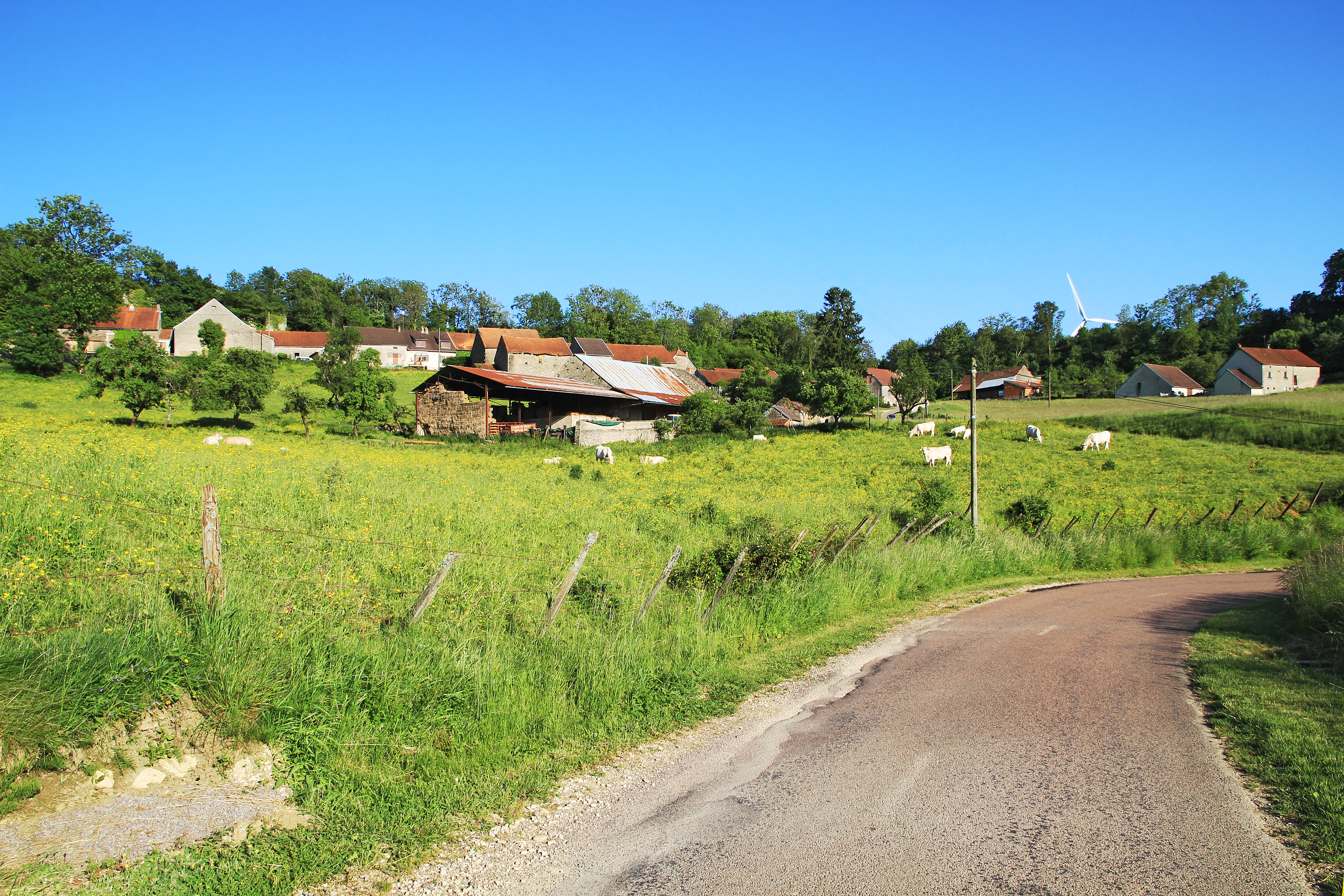
Reuillon à gauche et Granges-Garot au fond.

### Climat
Pour des articles plus généraux, voir Climat de la Bourgogne-Franche-Comté et Climat de la Côte-d'Or.
En 2010, le climat de la commune est de type climat des marges montargnardes, selon une étude du Centre national de la recherche scientifique s'appuyant sur une série de données couvrant la période 1971-2000. En 2020, Météo-France publie une typologie des climats de la France métropolitaine dans laquelle la commune est exposée à un climat océanique altéré et est dans la région climatique  Lorraine, plateau de Langres, Morvan, caractérisée par un hiver rude (1,5 °C), des vents modérés et des brouillards fréquents en automne et hiver. 
Pour la période 1971-2000, la température annuelle moyenne est de 9,7 °C, avec une amplitude thermique annuelle de 16,5 °C. Le cumul annuel moyen de précipitations est de 1 048 mm, avec 13,1 jours de précipitations en janvier et 9 jours en juillet. Pour la période 1991-2020, la température moyenne annuelle observée sur la station météorologique de Météo-France la plus proche, « Pouilly-en-Aux_sapc », sur la commune de Pouilly-en-Auxois à 15 km à vol d'oiseau, est de 10,7 °C et le cumul annuel moyen de précipitations est de 859,1 mm,. Pour l'avenir, les paramètres climatiques de la commune estimés pour 2050 selon différents scénarios d'émission de gaz à effet de serre sont consultables sur un site dédié publié par Météo-France en novembre 2022.

## Urbanisme

### Typologie
Au 1er janvier 2024, Massingy-lès-Vitteaux est catégorisée commune rurale à habitat dispersé, selon la nouvelle grille communale de densité à 7 niveaux définie par l'Insee en 2022.
Elle est située hors unité urbaine et hors attraction des villes,.

### Occupation des sols
L'occupation des sols de la commune, telle qu'elle ressort de la base de données européenne d’occupation biophysique des sols Corine Land Cover (CLC), est marquée par l'importance des territoires agricoles (73,2 % en 2018), une proportion identique à celle de 1990 (73,2 %). La répartition détaillée en 2018 est la suivante : 
terres arables (40,9 %), prairies (31,4 %), forêts (23,8 %), zones urbanisées (3 %), zones agricoles hétérogènes (1 %). L'évolution de l’occupation des sols de la commune et de ses infrastructures peut être observée sur les différentes représentations cartographiques du territoire : la carte de Cassini (XVIIIe siècle), la carte d'état-major (1820-1866) et les cartes ou photos aériennes de l'IGN pour la période actuelle (1950 à aujourd'hui).

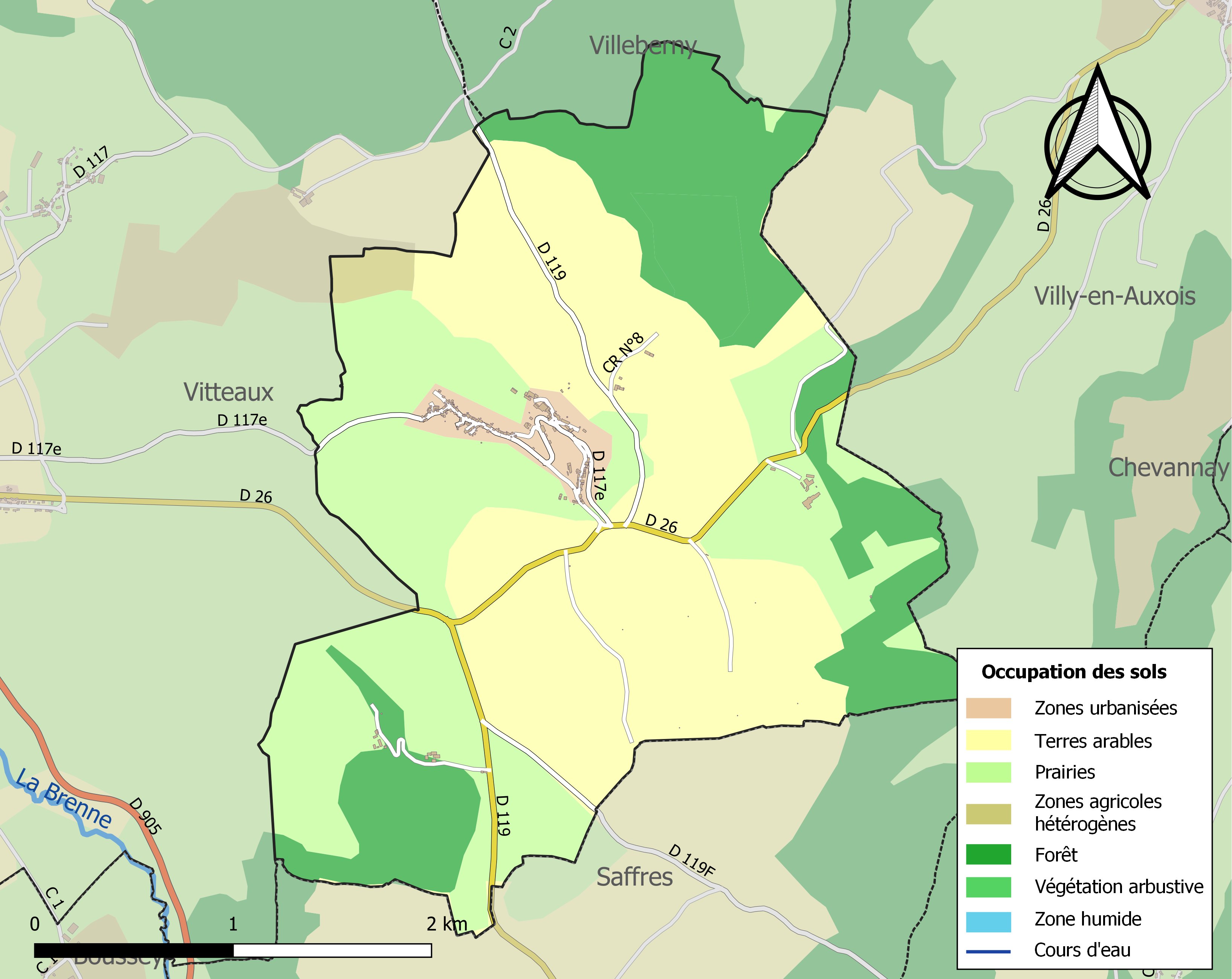
Carte des infrastructures et de l'occupation des sols de la commune en 2018 (CLC).

## Histoire

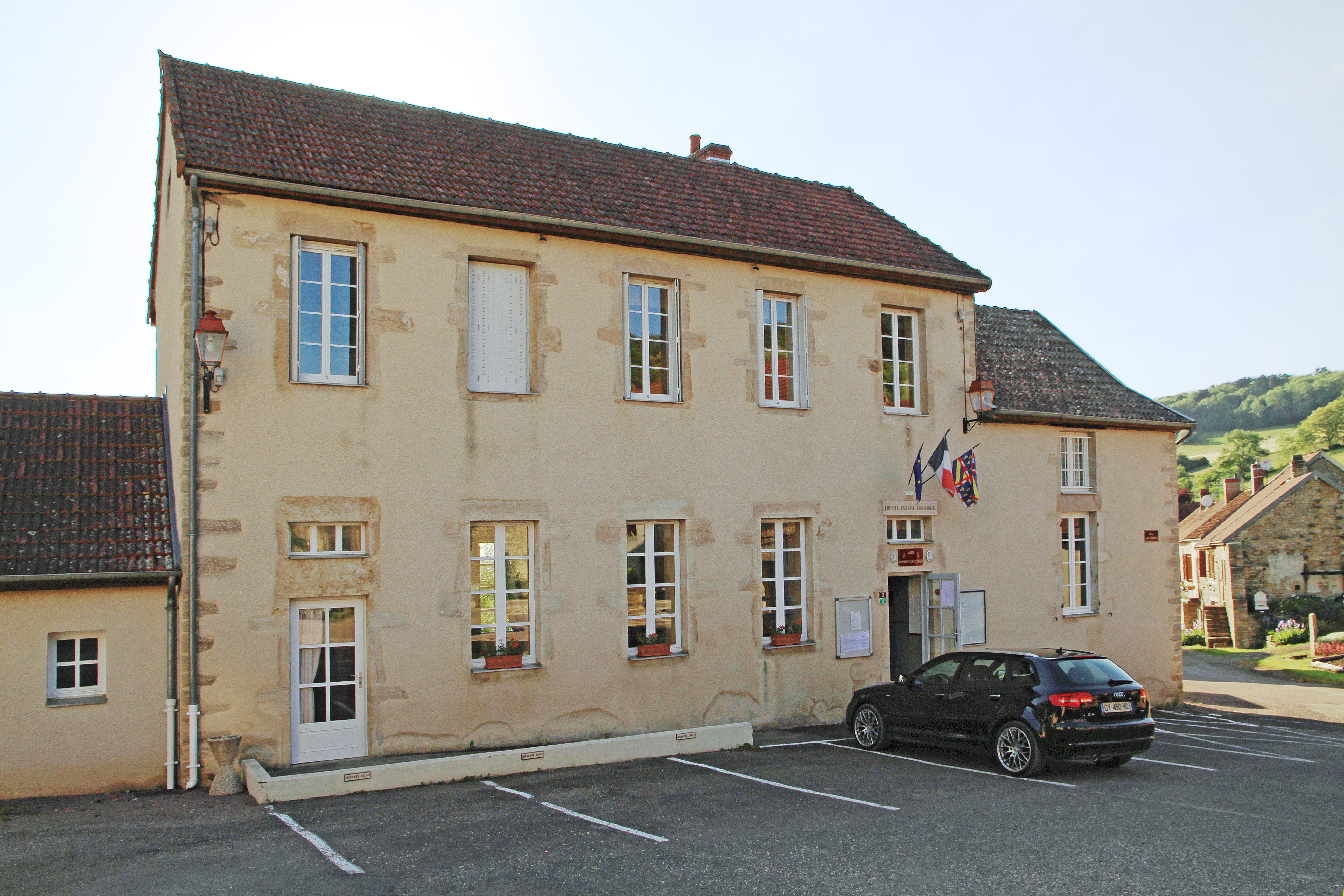
Mairie.

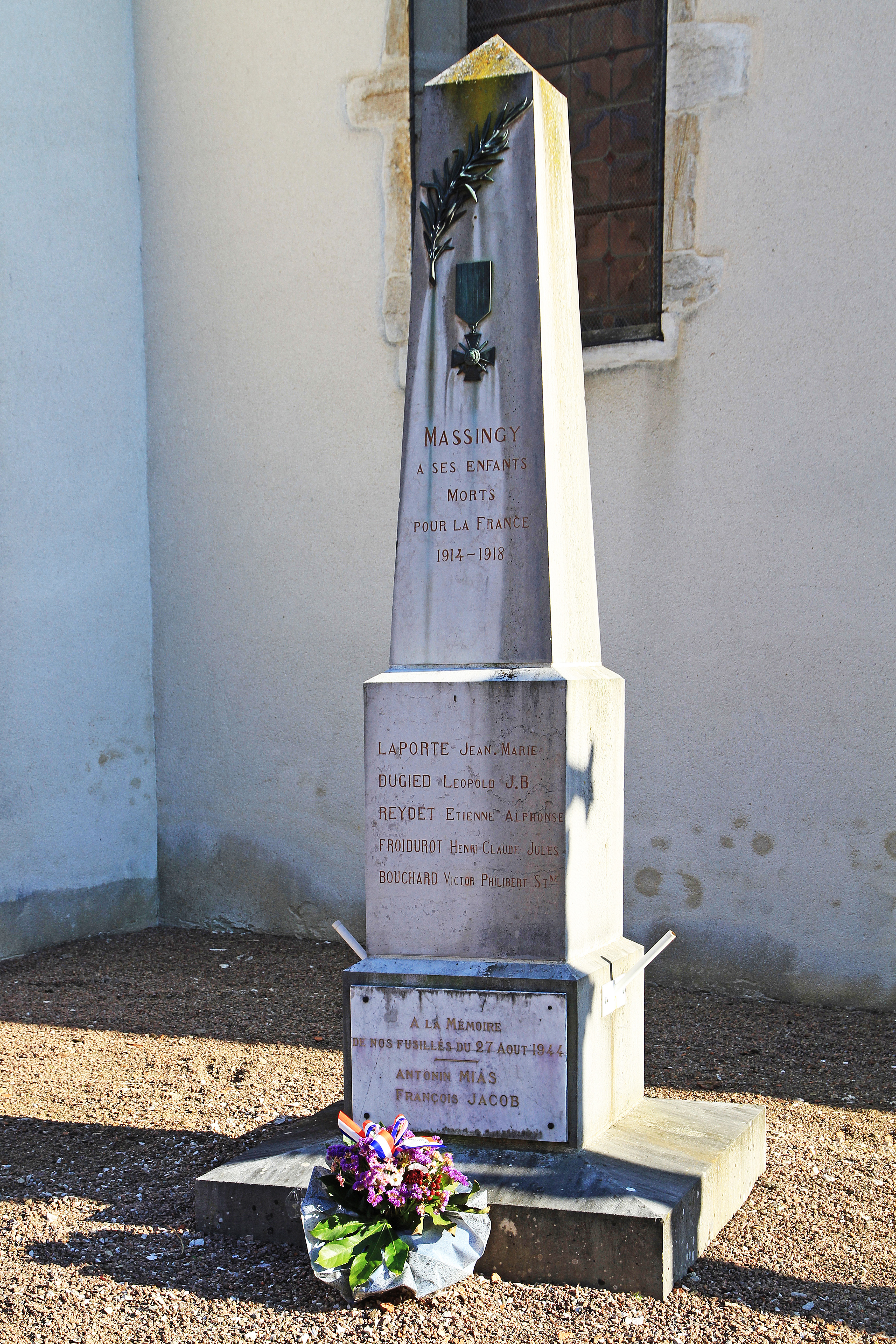
Monument aux morts.

## Politique et administration
| Période                                  | Période   | Identité            | Étiquette | Qualité                                                            |
| ---------------------------------------- | --------- | ------------------- | --------- | ------------------------------------------------------------------ |
| mars 2001                                | août 2012 | Chantal Lallemand   |           |                                                                    |
| septembre 2012                           | en cours  | Jean-Michel Petreau | SE        | Retraité Fonction publique, Président de la Communauté de communes |
| Les données manquantes sont à compléter. |           |                     |           |                                                                    |

## Démographie
L'évolution du nombre d'habitants est connue à travers les recensements de la population effectués dans la commune depuis 1793. Pour les communes de moins de 10 000 habitants, une enquête de recensement portant sur toute la population est réalisée tous les cinq ans, les populations de référence des années intermédiaires étant quant à elles estimées par interpolation ou extrapolation. Pour la commune, le premier recensement exhaustif entrant dans le cadre du nouveau dispositif a été réalisé en 2004.

En 2022, la commune comptait 92 habitants, en évolution de −7,07 % par rapport à 2016 (Côte-d'Or : +0,82 %, France hors Mayotte : +2,11 %).
| 1793 | 1800 | 1806 | 1821 | 1831 | 1836 | 1841 | 1846 | 1851 |
| ---- | ---- | ---- | ---- | ---- | ---- | ---- | ---- | ---- |
| 292  | 273  | 321  | 324  | 324  | 345  | 335  | 317  | 310  |

| 1856 | 1861 | 1866 | 1872 | 1876 | 1881 | 1886 | 1891 | 1896 |
| ---- | ---- | ---- | ---- | ---- | ---- | ---- | ---- | ---- |
| 314  | 280  | 282  | 270  | 255  | 248  | 253  | 259  | 241  |

| 1901 | 1906 | 1911 | 1921 | 1926 | 1931 | 1936 | 1946 | 1954 |
| ---- | ---- | ---- | ---- | ---- | ---- | ---- | ---- | ---- |
| 219  | 212  | 199  | 171  | 175  | 159  | 147  | 149  | 152  |

| 1962 | 1968 | 1975 | 1982 | 1990 | 1999 | 2004 | 2006 | 2009 |
| ---- | ---- | ---- | ---- | ---- | ---- | ---- | ---- | ---- |
| 119  | 131  | 99   | 113  | 112  | 101  | 86   | 84   | 88   |

| 2014 | 2019 | 2022 | - | - | - | - | - | - |
| ---- | ---- | ---- | - | - | - | - | - | - |
| 94   | 91   | 92   | - | - | - | - | - | - |

## Lieux, monuments et pôles d'intérêt
En 2015, la commune compte 1 monument inscrit à l'inventaire des monuments historiques, 2 éléments répertoriés à l'inventaire des objets historiques et 1 objet répertorié à l'inventaire général du patrimoine culturel.
- Croix de cimetière très ouvragée, y compris le fût, de 1547  Classé MH (1925)[20].
- Église Saint-Cyr-et-Sainte-Julitte à plan en croix latine et clocher à toit pavillonnaire sur la façade, dans un enclos paroissial.

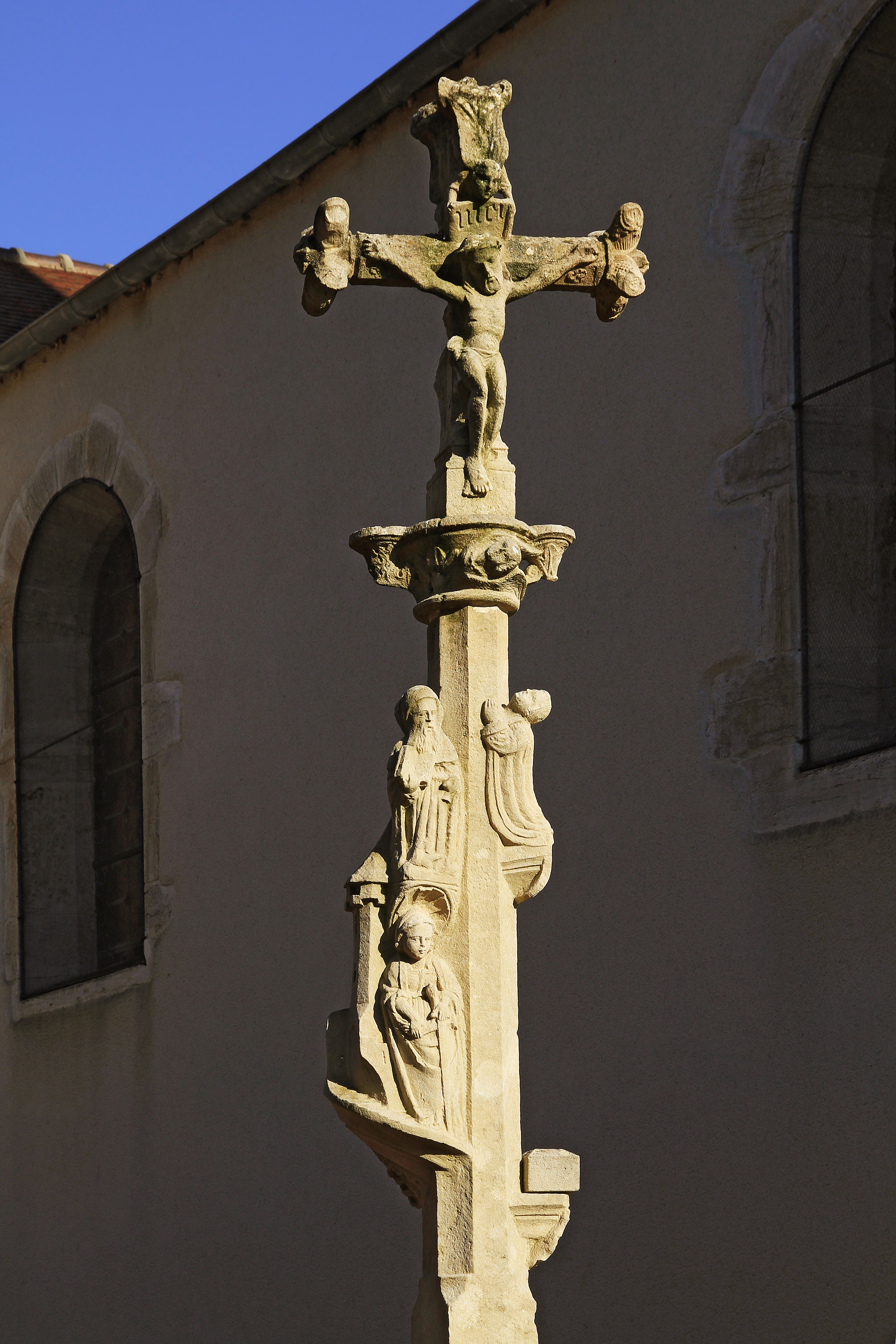
Croix du XVIe siècle.
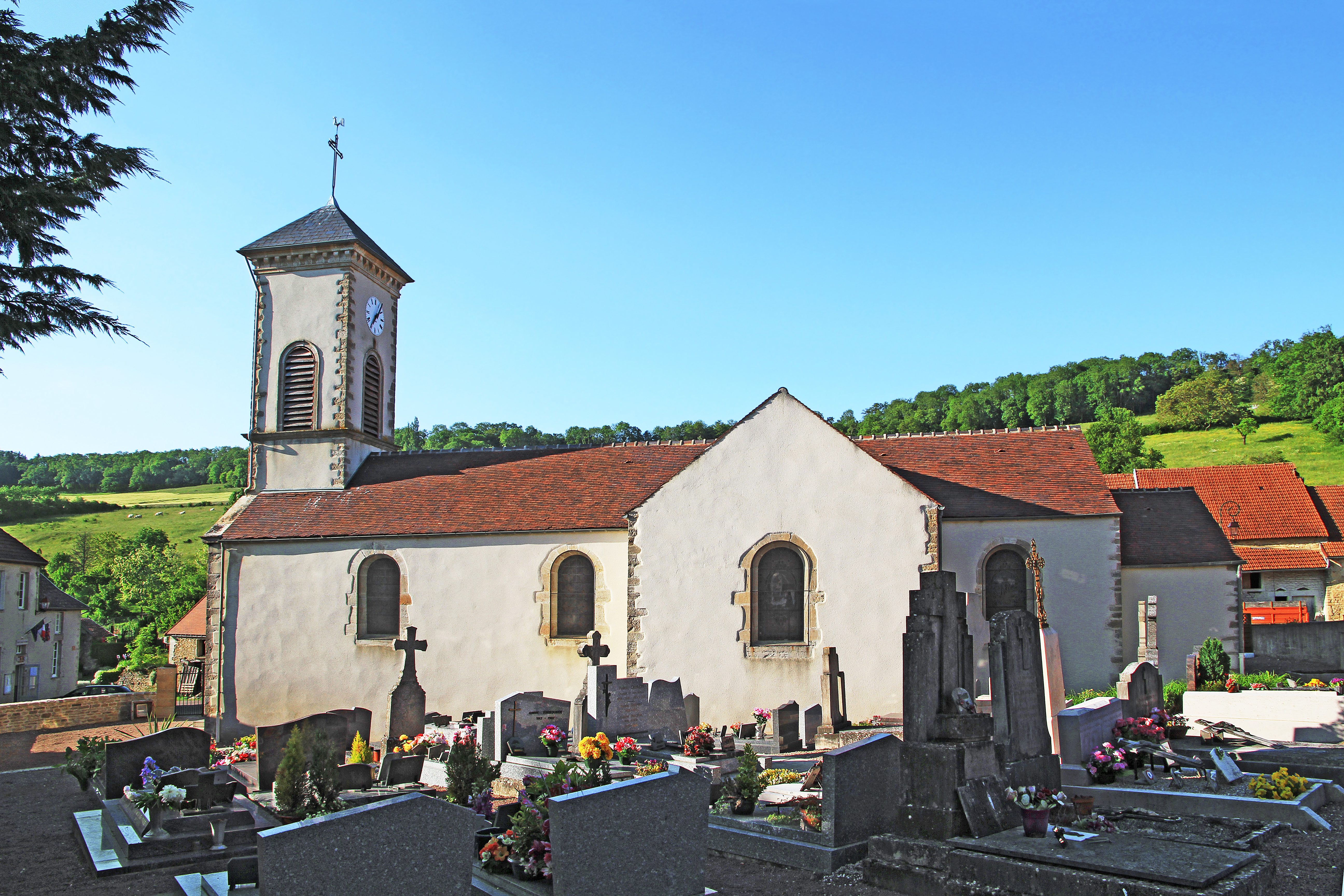
Église Saint-Cyr-et-Sainte-Julitte.
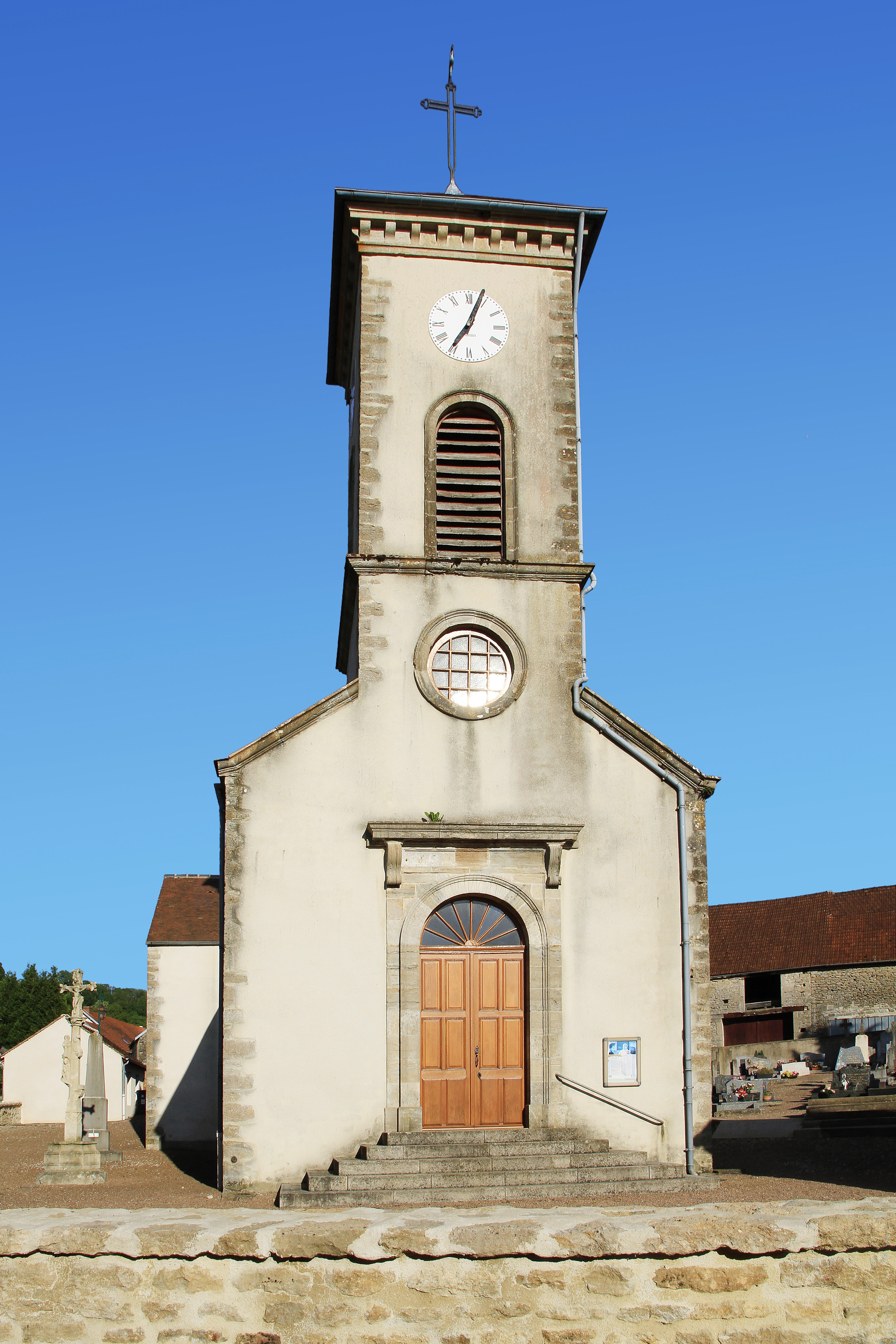
Façade et clocher carré.

- Chapelle à répit Notre-Dame de la Roche-d'Hys au pied des falaises calcaires, avec un petit clocher-mur à deux baies.
- Éoliennes de Poroy : six génératrices en 2015 sur la commune, elles font partie des douze du parc Marcellois-Massingy.
- Pigeonnier à toit de lave et muni d'une radière (ce n'est pas un larmier) pour empêcher les rongeurs d'accéder aux oiseaux ; situé dans le village.

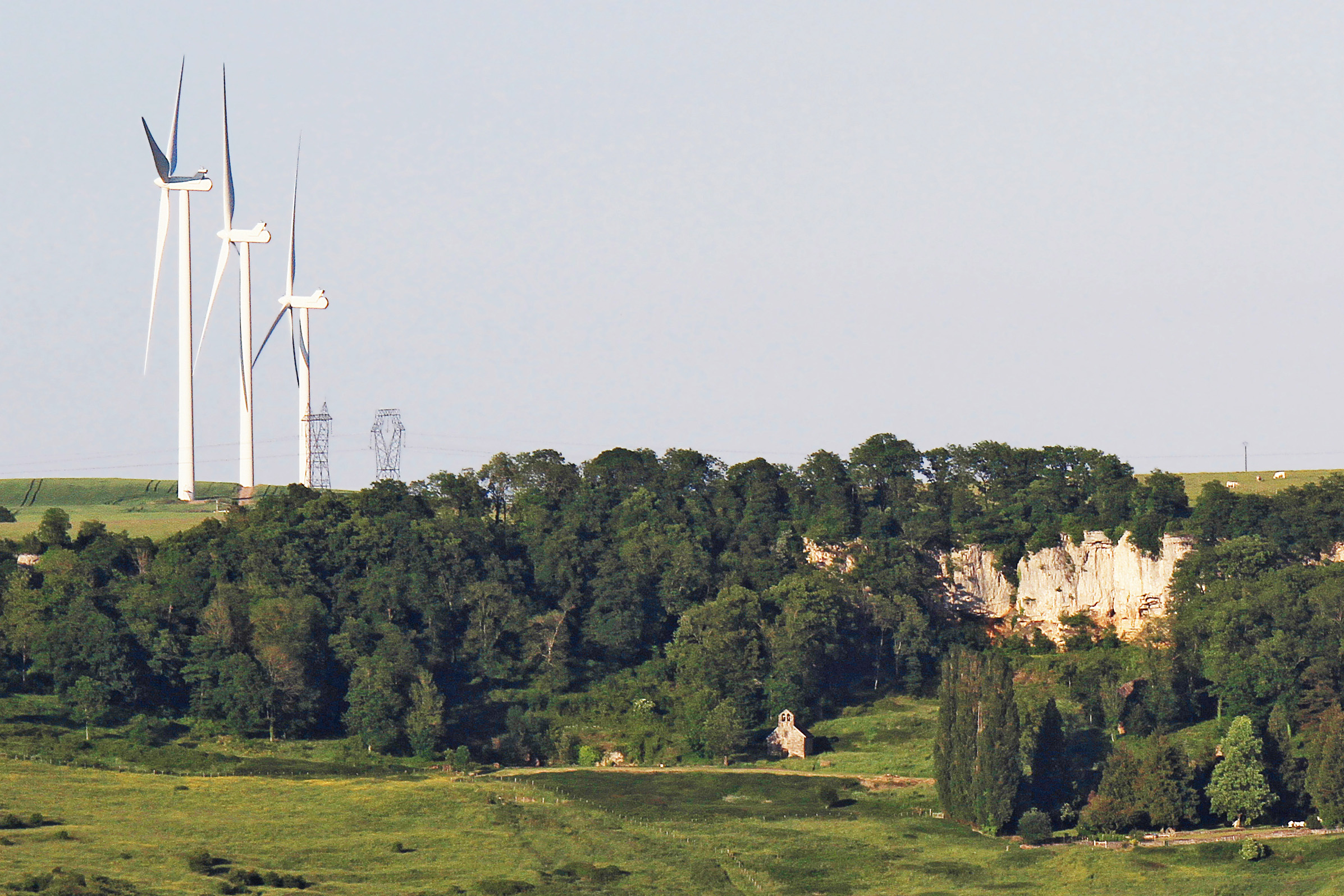
Chapelle N.D. de la Roche-d'Hys et éoliennes de Poroy.
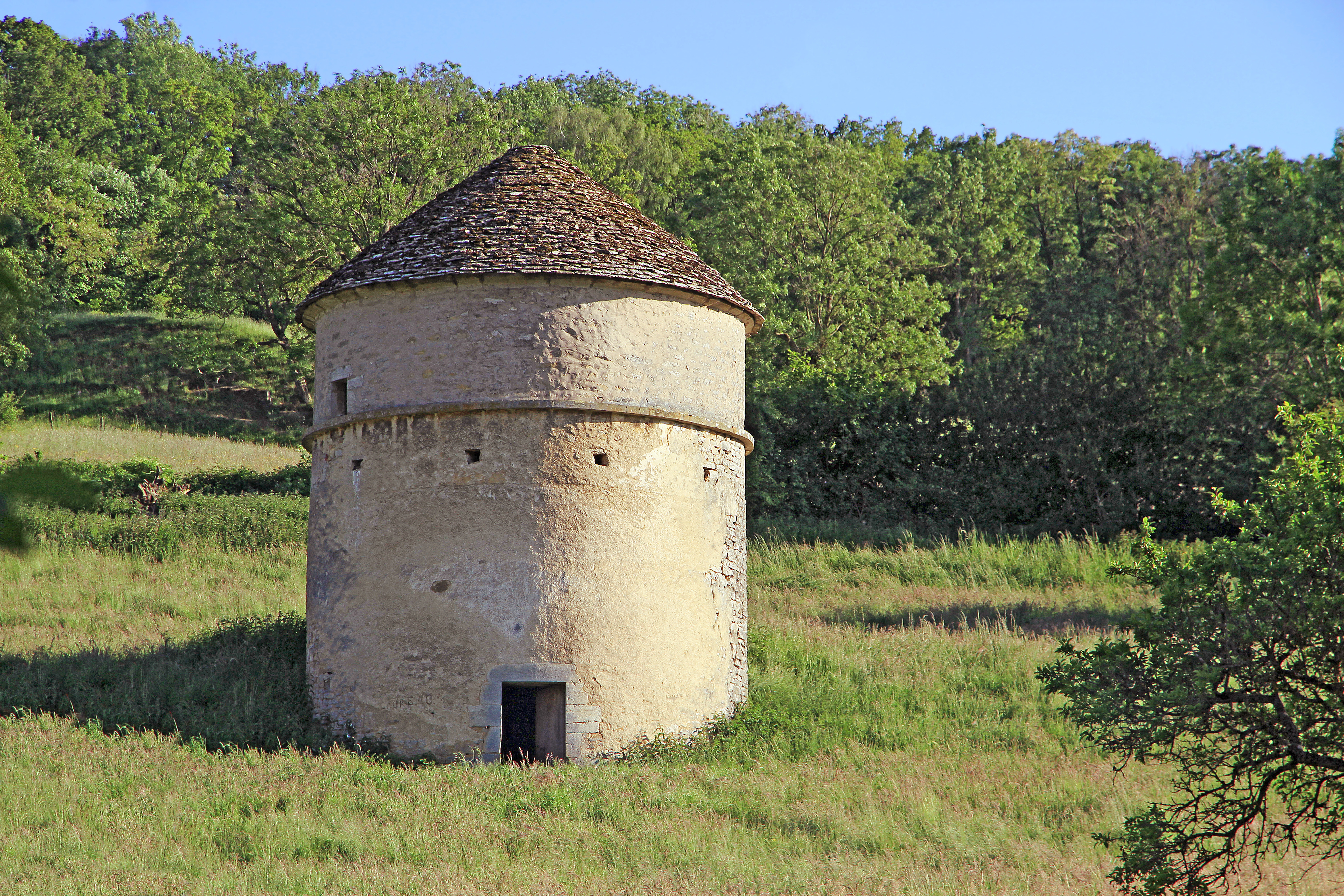
Pigeonnier à radière.